# اشم
اشم (به آلمانی: Echem) یک شهر در آلمان است که در Lüneburg واقع شده‌است. اشم ۱٬۰۲۱ نفر جمعیت دارد.